# De werelden van Thorgal
De werelden van Thorgal is een Belgische stripreeks met Yves Sente en Yann als schrijvers en Giulio De Vita en Roman Surzhenko als tekenaars. De reeks ging in december 2010 van start en bouwt voort op de stripreeks Thorgal.

## Beschrijving
De werelden van Thorgal bestaan uit een drietal parallelseries, waarin de avonturen van drie belangrijke personen uit de hoofdreeks centraal staan. Er is een reeks rond Kriss van Valnor (Yves Sente en Giulio De Vita), rond Thorgals dochter Wolvin (Yann en Roman Surzhenko) en over de jonge jaren van Thorgal (Yann en Roman Surzhenko). In de verhalen worden hun karakters verder uitgediept, en worden verwijzingen uit de hoofdserie naar sommige gebeurtenissen verduidelijkt. De parallelseries zijn opgezet om met de losse eindjes (er werd een inventaris opgemaakt door Alcante) uit de oorspronkelijke reeks het universum van Thorgal verder te verrijken. De verhalen kruisen met de hoofdreeks en haken onderling in elkaar.
In het Thorgal-team was oorspronkelijk scenarist Sente verantwoordelijk voor de cohesie van het universum, tekenaar Rosinkski bewaakt de grafische kant en maakt tevens alle covers van de parallelseries om de cohesie te versterken. Vanaf het zesde album uit de reeks Kriss van Valnor hebben twee nieuwe scenaristen Xavier Dorison (die ook al de hoofdreeks Thorgal van Yves Sente overnam) en Mathieu Mariolle de rol van Sente overgenomen. Bovendien stopte tekenaar Giulio De Vita met Kriss van Valnor, werd het zesde deel getekend door Roman Surzhenko, de tekenaar van de spin-off reeksen Wolvin en de jonge jaren van Thorgal, en maakte Frédéric Vignaux de reeks af door de delen zeven en acht te tekenen.
Inmiddels zijn de reeksen Kriss van Valnor en Wolvin beëindigd en verschijnen alleen in de jonge jaren van Thorgal nog nieuwe delen.

## Albums

### Kriss van Valnor
| Nummer | Titel                               | Uitgever   | Schrijver                          | Tekenaar         | Verschenen    |
| ------ | ----------------------------------- | ---------- | ---------------------------------- | ---------------- | ------------- |
| 1      | Ik vergeet niets!                   | Le Lombard | Yves Sente                         | Giulio De Vita   | december 2010 |
| 2      | De straf van de Walkuren            | Le Lombard | Yves Sente                         | Giulio De Vita   | maart 2012    |
| 3      | Een koningin waardig                | Le Lombard | Yves Sente                         | Giulio De Vita   | december 2012 |
| 4      | Bondgenootschappen                  | Le Lombard | Yves Sente                         | Giulio De Vita   | oktober 2013  |
| 5      | Rode Raheborg                       | Le Lombard | Yves Sente                         | Giulio De Vita   | december 2014 |
| 6      | Het eiland van de verloren kinderen | Le Lombard | Xavier Dorison en Mathieu Mariolle | Roman Surzhenko  | november 2015 |
| 7      | De Tijdberg                         | Le Lombard | Xavier Dorison en Mathieu Mariolle | Frédéric Vignaux | november 2017 |
| 8      | De opperrechter                     | Le Lombard | Xavier Dorison en Mathieu Mariolle | Frédéric Vignaux | oktober 2018  |

### Wolvin
| Nummer | Titel                            | Uitgever   | Schrijver | Tekenaar        | Verschenen    |
| ------ | -------------------------------- | ---------- | --------- | --------------- | ------------- |
| 1      | Raïssa                           | Le Lombard | Yann      | Roman Surzhenko | november 2011 |
| 2      | De afgehakte hand van de god Tyr | Le Lombard | Yann      | Roman Surzhenko | november 2012 |
| 3      | Het rijk van de chaos            | Le Lombard | Yann      | Roman Surzhenko | april 2013    |
| 4      | Crow                             | Le Lombard | Yann      | Roman Surzhenko | april 2014    |
| 5      | Skald                            | Le Lombard | Yann      | Roman Surzhenko | februari 2015 |
| 6      | De koningin van de zwarte Alfen  | Le Lombard | Yann      | Roman Surzhenko | oktober 2016  |
| 7      | Nidhogg                          | Le Lombard | Yann      | Roman Surzhenko | april 2017    |

### De jonge jaren van Thorgal
| Nummer | Titel                     | Uitgever   | Schrijver | Tekenaar        | Verschenen    |
| ------ | ------------------------- | ---------- | --------- | --------------- | ------------- |
| 1      | De drie zussen Minkelsönn | Le Lombard | Yann      | Roman Surzhenko | februari 2013 |
| 2      | Het oog van Odin          | Le Lombard | Yann      | Roman Surzhenko | februari 2014 |
| 3      | Runa                      | Le Lombard | Yann      | Roman Surzhenko | april 2015    |
| 4      | Berserkers                | Le Lombard | Yann      | Roman Surzhenko | april 2016    |
| 5      | Slive                     | Le Lombard | Yann      | Roman Surzhenko | oktober 2017  |
| 6      | De drakar van ijs         | Le Lombard | Yann      | Roman Surzhenko | april 2018    |
| 7      | De blauwe tand            | Le Lombard | Yann      | Roman Surzhenko | april 2019    |
| 8      | Twee bastaards            | Le Lombard | Yann      | Roman Surzhenko | mei 2020      |
| 9      | De Tranen van Hel         | Le Lombard | Yann      | Roman Surzhenko | april 2021    |
| 10     | Sydönia                   | Le Lombard | Yann      | Roman Surzhenko | augustus 2022 |
| 11     | Grym                      | Le Lombard | Yann      | Roman Surzhenko | juni 2023     |

### Thorgal Saga
| Nummer | Titel           | Uitgever   | Schrijver                                 | Tekenaar        | Verschenen    |
| ------ | --------------- | ---------- | ----------------------------------------- | --------------- | ------------- |
| 1      | Vaarwel Aaricia | Le Lombard | Robin Recht                               | Robin Recht     | januari 2023  |
| 2      | Wendigo         | Le Lombard | Fred Duval                                | Corentin Rouge  | februari 2024 |
| 3      | Shaïgan         | Le Lombard | Yann                                      | Roman Surzhenko | augustus 2024 |
| 4      | Van ijs en vuur | Le Lombard | Jean-Blaise Mitildjian en Olivier Legrand | David Étien     | juni 2025     |

### Buitenreeks
| Nummer | Titel                        | Uitgever   | Schrijver  | Tekenaar          | Verschenen    |
| ------ | ---------------------------- | ---------- | ---------- | ----------------- | ------------- |
| 1      | Het ontstaan van de werelden | Le Lombard | Yves Sente | Grzegorz Rosiński | december 2012 |